# Epicypta planiventris
Epicypta planiventris är en tvåvingeart som först beskrevs av Günther Enderlein 1910.  Epicypta planiventris ingår i släktet Epicypta och familjen svampmyggor. Inga underarter finns listade i Catalogue of Life.